# Iban Mayoz

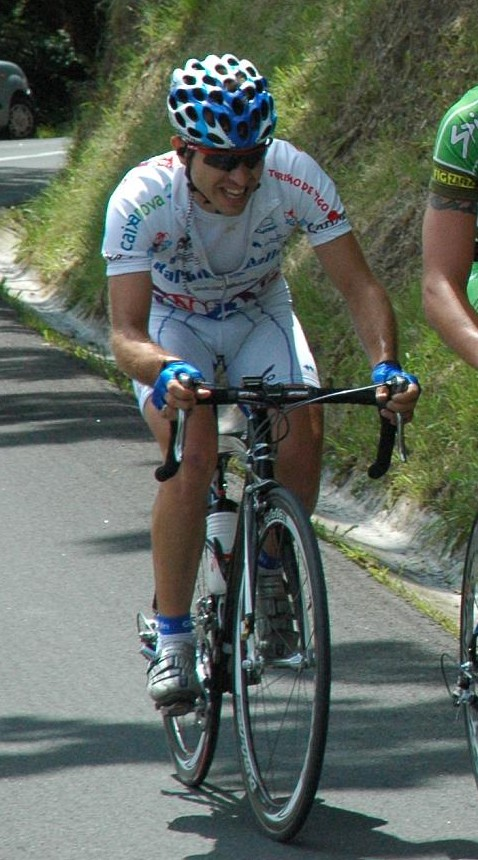
Iban Mayo

Iban Mayoz Exteberria, född 30 september 1981 i San Sebastián, Baskien, är en professionell spansk tävlingscyklist. Han tävlar för UCI ProTour-stallet Footon-Servetto-Fuji. 
Han blev professionell 2005 med Relax-Bodysol (Relax-Fuenlabrada). Under säsongerna 2006-2007 tävlade han för ProTour-stallet. Inför säsongen 2008 blev han kontrakterad av Karpin-Galicia, men efter två år med stallet fortsatte han sin karriär i Footon-Servetto-Fuji.

## Tidig karriär
Iban Mayoz slutade tre på nationsmästerskapens cykelkrosslopp för debutanter 1997. År 2001 tog han silvermedaljen på de spanska nationsmästerskapens cykelkrosslopp för amatörer.

## Karriär
Iban Mayoz blev professionell med Relax-Bodysol inför säsongen 2004. Under de två första åren gick det trögt, men under säsongen 2006 fick han köra Giro d'Italia med det baskiska ProTour-stallet Euskaltel-Euskadi. 
När säsongen 2007 var över valde det baskiska stallet att inte förlänga cyklistens kontrakt. I stället blev han kontrakterad av Karpin Galicia inför säsongen 2008. Under den första säsongen med stallet körde han Vuelta a España 2008. När säsongen gick mot sitt slut tog Iban Mayoz tredje platsen på etapp 3 av Tour du Poitou-Charentes et de la Vienne bakom 
Benoît Vaugrenard och Johannes Fröhlinger. Under säsongen vann han också spurtpristävlingar i Baskien runt och Euskal Bizikleta.
Under säsongen 2009 deltog han i Giro d'Italia 2009 men fullföljde inte tävlingen. När säsongen var över blev Iban Mayoz kontrakterad av Footon-Servetto-Fuji. 
Under säsongen 2010 slutade han på tionde plats på GP Lugano.